# Politbiro
Politbiro (politički biro) je izvršni, operativni dio određenog obično višeg rukovodećeg tijela političke partije ili druge političke ili društvene organizacije i ima određene nadležnosti i obično statutom predviđene obveze, a sprovodi njegove odluke i stavove te obavlja tekuće poslove između dvije sjednice, a u praksi mnogih partija uzdiže se u nositelja političke inicijative i usmjerivača cijele organizacije.
Politbiro Centralnog komiteta Saveza komunista Jugoslavije sačinjavao je određeni broj članova Centralnog komiteta. Centralni komitet birao je Politbiro, radi obavljanja poslova između njegovih sjednica. Politbiro CK Saveza Komunista Jugoslavije je u određenim uvjetima i samostalno donosio odluke, direktive, proglase i ostalo. Prema statutu usvojenom na Šestom kongresu SKJ ne predviđa se stvaranje Politbiroa, već Izvršni komitet CK KPJ obavlja poslove između zasjedanja Centralnog komiteta SKJ, pripremanje i sazivanje sjednica komiteta, kojem odgovara za svoj rad.
Sjednicama je predsjedavao i vodio ih Generalni sekretar.
U Jugoslaviji svaka republička partijska organizacija imala je vlastiti Izvršni komitet SK. Izvršni komitet je 1982. godine preimenovan u Predsjedništvo.